# Ittigehalli, Shikarpur
Ittigehalli là một làng thuộc tehsil Shikarpur, huyện Shimoga, bang Karnataka, Ấn Độ.